# Brookside (Alabama)
Brookside è un comune degli Stati Uniti d'America situato nella contea di Jefferson dello Stato dell'Alabama.